# Marienkirche (Berlín)
La Marienkirche o Església de Santa Maria és una església evangèlica situada a Berlín, Alemanya. Es troba en Karl-Liebknecht-Straße (anteriorment Kaiser-Wilhelm-Straße) en el centre de Berlín, prop d'Alexanderplatz. L'antiguitat exacta del lloc original de l'església i l'estructura no es coneix amb precisió, però va ser esmentada per primera vegada en les cròniques alemanyes en 1292 i probablement data de principis d'aquest segle. En l'arquitectura de l'edifici destaquen els treballs de restauració relativament moderns, que van tenir lloc a la fi del segle xix i en el període posterior a la Segona Guerra Mundial.
L'església va ser originalment una església catòlica, d'ençà la Reforma protestant ha sigut sempre una església protestant luterana. Actualment és la residència del bisbe de l'Església Evangèlica de Berlín-Brandenburg-Silèsia Alta Lusàcia.

## Història
Junt a la Nikolaikirche, la Marienkirche és l'església més antiga de Berlín. Les parts més antigues de l'església estan fetes de granit, però la major part es van construir amb maons, la qual cosa li proporciona el seu color roig brillant característic. Això va ser copiat deliberadament en la construcció del proper Ajuntament de Berlín, el Rotes Rathaus. Durant la Segona Guerra Mundial l'església va patir greus danys per les bombes aliades. Després de la guerra va ser l'església més important de l'est de Berlín, i en la dècada de 1950 va ser restaurada per les autoritats de la República Democràtica d'Alemanya
Abans de la Segona Guerra Mundial, la Marienkirche estava en mig d'una part densament poblada del districte de Mitte, i s'utilitzava regularment com a parròquia. Després de la guerra, aquesta zona va ser buidada d'edificis en ruïnes i en l'actualitat l'església se situa en els espais oberts al voltant d'Alexanderplatz i la Fernsehturm (la torre de televisió de Berlín Oriental).
Fora de l'església hi ha una estàtua de Martí Luter. L'església també conté la tomba del mariscal de camp Otto Christoph von Sparr. Carl von Hildebrand Freiherr Canstein, el fundador de la societat de la Bíblia més antiga del món, la Cansteinsche Bibelanstalt, va ser soterrat en la Marienkirche en 1719.